# جیمی هامپتون
 جیمی هامپتون (انگلیسی: Jamie Hampton؛ زاده ۸ ژانویهٔ ۱۹۹۰) یک تنیس‌باز اهل ایالات متحده آمریکا است.